# Fu Xi

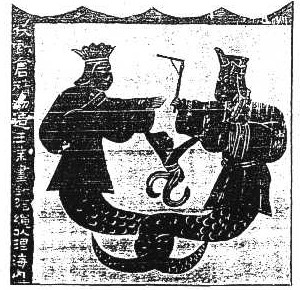
Fuxi (direita) e sua irmã/esposa Nüwa (à esquerda); o personagem entre eles não foi identificado – gravura em um mural, tombado do Clan Wu 武,Shandong, Han oriental

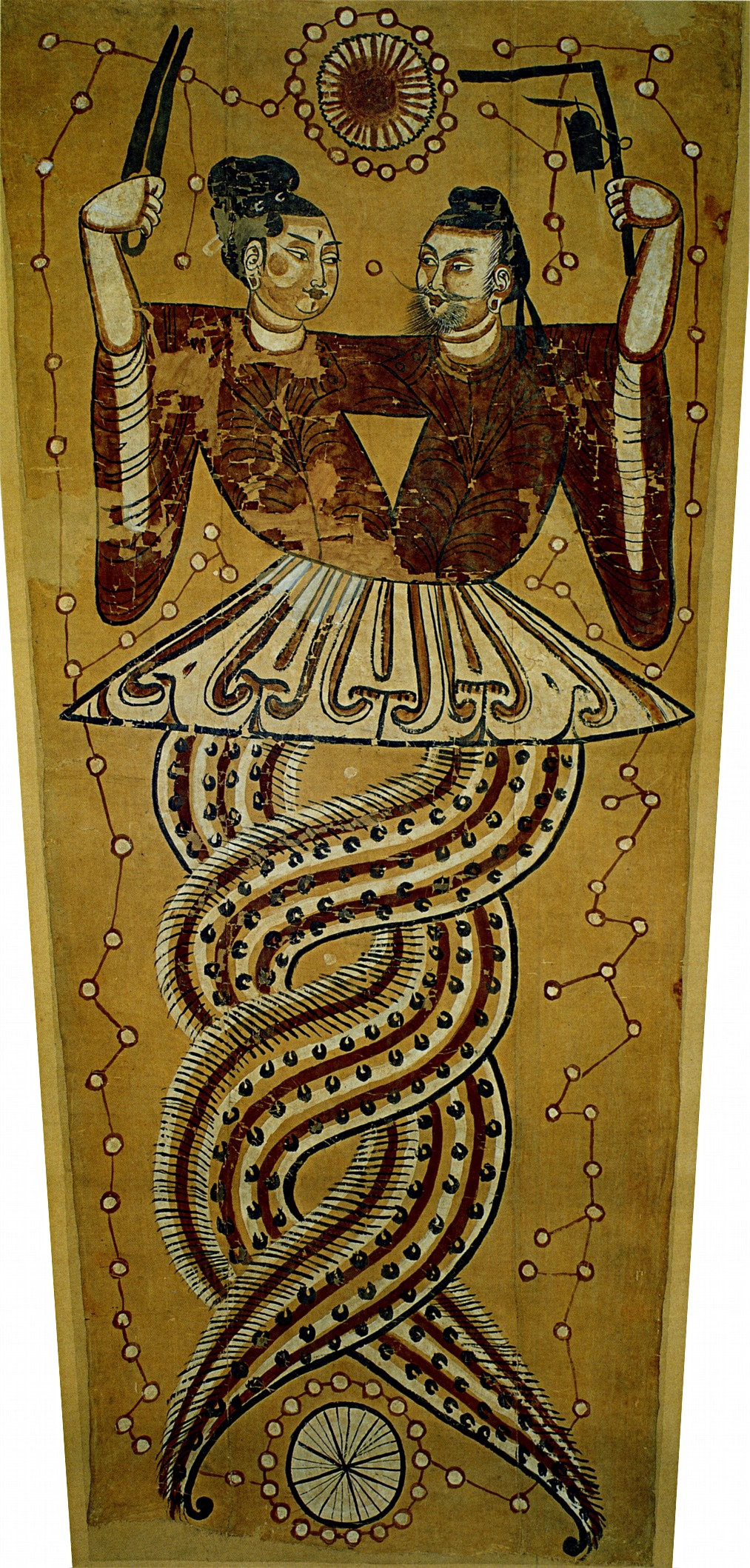
Uma antiga pintura de Nuwa e Fu Xi descoberta em Xinjiang.

Na Mitologia chinesa, Fu Xi (Fuxi), Fushi, Fu Hsi (Fu-hsi) (chinês: 伏羲, pinyin: Fúxī, Wade–Giles: Fu2-hsi1), também conhecido como Fo Hi, Paoxi ou Pao-hsi (chinês tradicional: 庖犧, chinês simplificado: 庖牺, pinyin: Páoxī, Wade–Giles: Pao2-hsi1) Mixi (宓羲), ou Taihao (太昊-太皞) (o brilho supremo).   É um personagem da mitologia chinesa e é tido como um imperador que reinou durante os meados do século 29 aC. Ele foi o primeiro dos Três Augustos (三皇 Sānhuáng). Na antiga China ele era considerado um herói mitológico da cultura, atribuindo-se-lhe a invenção da escrita (também atribuída a Cangjie), pescaria e caça. Ele é considerado o fundador na nação chinesa.

## Resumo histórico
Fu Xi nasceu no leito (curso) inferior central do rio Amarelo, em um lugar chamado Chengji, na província de Longxi ((agora Tianshui, na província de Gansu), mencionado posteriormente em crônicas dos Estados beligerantes.  
Segundo Baihu tongyi (白虎通义) de Ban Gu (班固, 32 - 92):
| “ | àquela época, os seres humanos viviam sem regras morais e não havia laços familiares. Vestiam-se com peles de animais, e viviam como animais, caçavam quando tinham fome, consumindo a pele e sangue de suas presas, ou abandonavam os restos que sobravam, já que não tinham como mantê-los. Por suas observações do céu e da terra, Fu Xi instituiu o casamento, identificou as mutações dos elementos e criou as leis em oito trigramas a fim de ganhar o domínio sobre o mundo. | ” |

De acordo com o Livro das Mutações (周易．系辭上傳第十), deduziu a santa imagem de Fleuve [jaune] e do Livro de Rio Lou (洛書). Este santo é geralmente identificado Fu Xi, mas às vezes, é também identificada como de Yu o Grande. Sobre as imagens e sobre o livro pouco se sabe. As lendas interpretam esta passagem, fazendo da água uma tortue ou um cavalo-dragão assinalado nos trigramas.

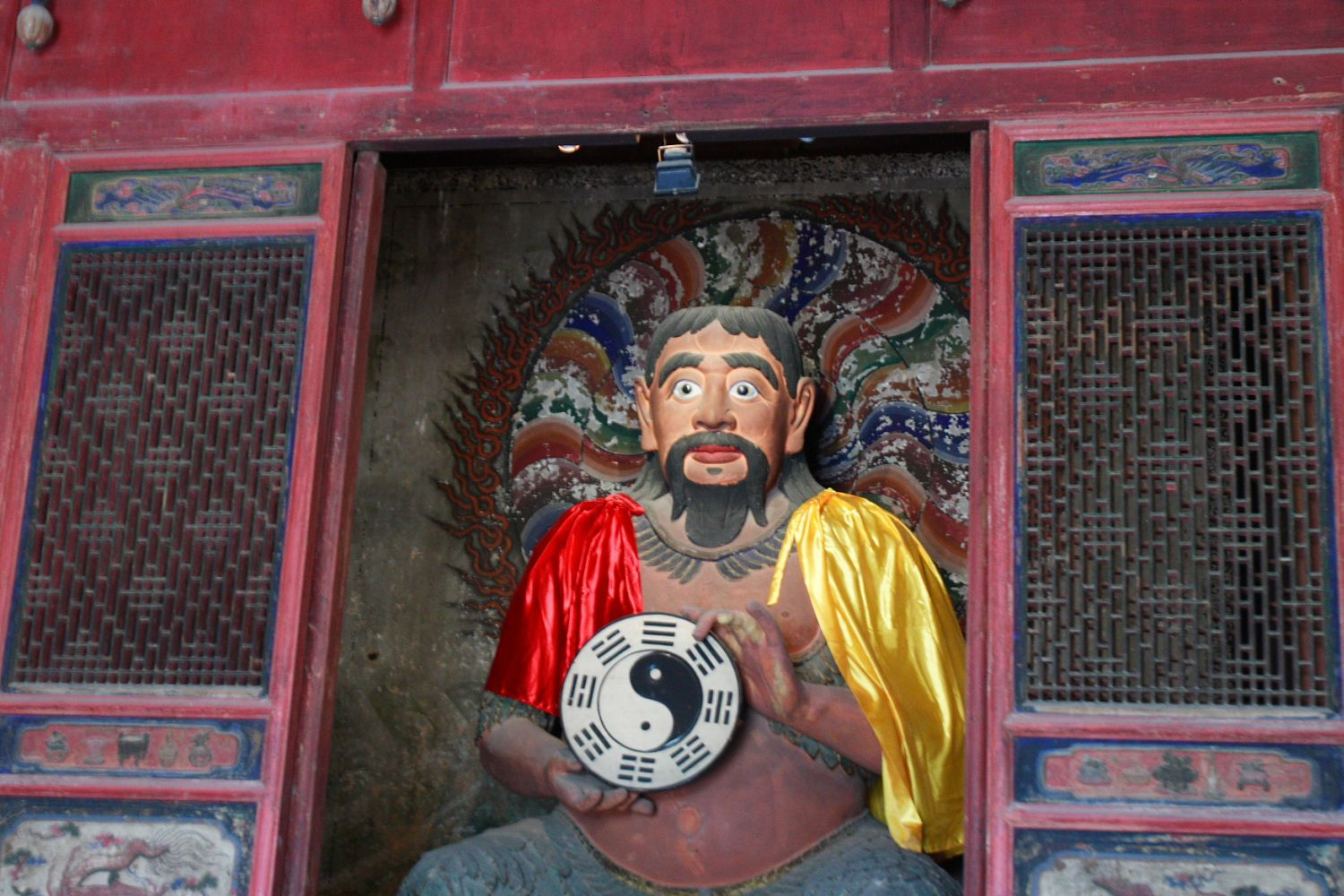
Fuxi segurando um taijitu cercado de um bagua

Ele ensinou os homens os método de cozinhar, caçar, pescar, armas de metal, o primeiro sacrifício para o Céu. Ele rivaliza com Huangdi duas invenções: a cítara guqin (古琴) e o símbolo do dragão, composto de partes de animais (totens) das tribos derrotadas, pois de acordo com alguns textos, ele também era um imperador.
Huang Fumi (皇 甫謐) (215-282) de Jin afirma em sua História de Imperadores e Reis (帝王世紀, dìwángshìjì) que sua mãe era uma jovem do clã Huaxu (華胥) durante o reinado de Suiren (燧人). Um dia, ela viu uma pegada do Espirito do Trovão (雷澤), uma pegada gigante (Shen Lei), no caminho para a costa do lago Leytsze, ela decidiu medir o tamanho do pé. Então ela engravidou e assim ela concebeu Fu Xi que sucederia a Suiren.
Dizem que ele estabeleceu sua capital em Wanqiu (宛丘) em Henan, na localidade de Huaiyang (淮陽), onde está localizado o montículo onde foi ele [supostamente] enterrado. Há ainda hoje uma cerimônias no templo que são oferecidas a ele do segundo dia do segundo mês ao terceiro dia do terceiro mês.
De acordo com a genealogia tradicional chinesa, é o ancestral do clã Feng (風), Ren (任), Su (宿), Xuju (須句), Zhuanyu (顓臾).
Taihao, seu nome é, de acordo com algumas fontes o nome de um líder de Dongyi (東夷; literalmente: bárbaros do Leste).

### A evidência textual
O nome de Fu Xi foi mencionado pela primeira vez em Chuang Tzu , 4-3 cc. BC (capítulos 人世间, 缮性), juntamente com o Imperador Amarelo e outros personagens mais ou menos conhecidos do leitor.
Criação do Mito dos trigramas delineado em seu tratado "I Ching" (Livro das Mutações).
Fu Xi  (e Nüwa , Shennong e Yu, o Grande ) descreve Le-tzu como uma criatura com um corpo de cobra, a cabeça de uma vaca, nariz de tigre e rosto de homem (蛇身人面,牛首虎鼻) - no exemplo, que a mais elevada sabedoria nem sempre é o exterior humano.

### As primeiras evidências da Europa
Os trigramas de Fu Xi foram mencionados pela primeira vez por Joachim Bouvet (en:Joachim Bouvet) em 1701, em uma carta a Leibniz como contrapartida do sistema de número binário, desenvolvido por este último. Bouvet fez uma tentativa para identificar a Fu Xi com Hermes Trismegisto. No livro Explication de l'arithmetique binaire, publicado em 1703,  Leibniz menciona Fu Xi.

### Iconografia
Ele é representado frequentemente com a esposa Nüwa, em caudas de serpente formando a parte inferior do corpo enrolado em torno de si. Posicionam-se ou face a face ou de costas um para o outro Eles, segurando em sua mão um esquadro (Fu Xi) e um bússola (Nuwa) que poderiam simbolizar o céu e a terra. Os instrumentos podem ser substituídos pela lua e o sol, símbolos Yin/Yang. As mais antigas representações conhecidas são esculturas em pedra da dinastia Han. Em alguns, um terceiro personagem não identificado aparece entre eles.

### Morte
Fu Xi teria vivido por 197 anos ao todo e morreu em um lugar chamado Chen (atual Huaiyang, Henan), onde existe um monumento dedicado a ele e que é aberto para visitação e atração turística. De acordo com a cronologia aceita do modelo confuciano, ele governou de 2.852 a 2.737 aC., durante 115 anos.

## Mitologia chinesa
As figuras lendárias como Nüwa (女媧), Fuxi (伏羲) são descritas como tendo corpos de serpente ou dragão, mas com cabeça humana (descrição de Huanfu Mi, 215-282). Sua temporada foi primavera, sua cor era o verde, seu assistente era o espírito da árvore Gouman segurando uma bússola que Fu Xi havia inventado.
Os textos mais antigos descrevem-no combatendo os Reinos combatentes do Han ocidental. As Canções de Chu retratam em seus afrescos a representação de Nüwa, sua esposa (e que, de acordo com algumas fontes, também era sua irmã). Como ele, empresta-lhe o corpo de uma serpente e institui o matrimônio. Entre suas contribuições para a civilização chinesa, a mais notável é a invenção dos oito oito trigramas que compões o I Ching (八卦, bāguà), que deu origem à caligrafia. Fu Xi seguiu os padrões semelhantes aos que ele viu nas costas de um dragão alado que surgiu saindo do Rio Amarelo. Fu Xi também inventou instrumentos musicais e de medição e, ensinou as pessoas a domesticar animais selvagens e a sericicultura.
Segundo alguns autores, Fu Xi era Pangu, o primeiro ser vivo e o criador de tudo em algumas versões da Mitologia Chinesa.  Estudiosos de Filologia perspectiva de pesquisa creem que Pangu, é a definição do definido do primeiro do verbo, ou seja, o que havia antes da reprodução da vida
também é a exaltação do caráter, o alvorecer do rei, a primeira cobra-dragão, etc. Após a ascensão da tribo Huangdi, Yan, Chi na parte tribal do Rio Amarelo, ao sul, após a migração, a evolução dos ancestrais lendários de Fuxi/Pangu, espalhou-se para o sul em minorias que evoluíram a partir da lenda da "aurora" ou do amanhecer.

### Lenda da Criação
Segundo a lenda, a terra foi varrida por uma grande inundação e só Fu Xi e sua irmã, a deusa Nüwa sobreviveram. Eles se retiraram para o mitológico Montanha Kunlun, onde oraram por um sinal Imperador dos Céus. O Divino Ser deu sua aprovação para a união do casal e os irmãos começaram a procriar a raça humana. A fim de acelerar o processo, Fu Xi e Nüwa usaram argila para criar figuras humanas, e com o divino poder que lhes foi confiado, fizeram as figuras de barro ganhar vida.  Fu Xi então estabeleceu seu reino sobre os seus descendentes, embora os relatos de seu longo reinado sofram uma variação, entre as fontes, de 115 anos (2852-2737 aC) a 116 anos (2952-2836 aC).

## Importância social

Fu Xi, com 8 trigramas e a tartaruga, como visto durante a Dinastia Song pintura de Ma Lin

Em uma das colunas do Templo Fushi, na província de Gansu, o seguinte dístico descreve a importância de Fu Xi: "Entre os três primogênitos de Hua Xi, a civilização, Fu Xi, em Huaiyang, ocupa o primeiro lugar".  Durante o tempo de sua predecessora Nüwa (que era sua esposa e irmã), a sociedade era matriarcal e primitiva. O parto foi visto como milagroso, não requerendo a participação do homem, e as crianças só conheciam suas mães. À medida que o processo reprodutivo tornou-se melhor compreendido, a antiga sociedade chinesa mudou para um sistema patriarcal e Fu Xi assumiu uma importância fundamental.
Fu Xi ensinou seus súditos a cozinhar, a pescar com redes, e caçar com armas feitas de ferro. Ele instituiu o casamento e ofereceu os primeiros sacrifícios ao ar livre para o céu. Uma tabuleta de pedra, datado de 160 dC, mostra Fu Xi com Nüwa.
Tradicionalmente, Fu Xi é considerado o criador do I Ching (também conhecido como o Yi Jing ou Zhou Yi ), que um trabalho atribuído à sua leitura do (Mapa do Rio Amarelo). De acordo com essa tradição, Fu Xi concebeu a disposição dos baguas ou trigramas (八卦 bāgùa) do I Ching revelado a ele de maneira sobrenatural. Este arranjo antecede a compilação do I Ching durante a dinastia Dinastia Zhou. Ele disse ter descoberto estas formações na parte de trás de um mítico Cavalo dragão  (por vezes dito ser uma   tartaruga), que surgiu de dentro do Rio Luo. Foi desta descoberta que se diz haver originado a caligrafia.  Fu Xi também é creditado como o inventor do instrumento musical Guqin, muito embora também se credite esta invenção a Shennong e Huangdi.
Os figuristas veem a  Fu Xi como Enoque, o patriarca Bíblico. De acordo com Mirza Tahir Ahmad, o quarto califa da comunidade muçulmana Ahmadiyya, todas as religiões chinesas são derivadas dos ensinamentos de Fu Xi. 

## Tradição hermética
Entre os Chineses é Fu-Hi, o Cristo Cósmico, nasce milagrosamente por obra e graça do Espírito Santo, ele compões o "I Ching" {I-King) o livro sagrado ou o "Livro das Leis".  Considerado um dragão ou cobra-dragão. Ele nomeou para o bem da humanidade, os ministros Dragões. Sua mãe, a virgem Hua-Tsé ou Hoa-Se (Kuan Yin) caminhando pelas margens do rio (as águas da vida), ao colocar seu pé sobre a pegada (ou planta) do Grande Homem, imediatamente ela se comoveu, ao ver seu ventre recoberto pelo esplendor de um brilho maravilhoso (o espírito santo), então suas entranhas conceberam.  Segundo a tradição, transcorridos doze anos precisos, à meia-noite do quarto dia da décima Lua, nasce Fu Xi, assim chamado em memória ao rio a cujas margens foi concebido. Semelhantes narrativas são encontradas na literatura concernentes às concepções de Osíris ( na Egito), Quetzalcoatl (no México),  Manco Capac (na Bolívia), etc
Dada a relação teológica e concernência filosófica, Leibniz viu a possibilidade de uma ligação direta entre o pensamento chinês e a tradição hermética. No começo de 1700, Bouvet e Leibniz, acreditaram, por conta da similaridade doutrinária, que Fu Xi fosse, o próprio, Hermes Trismegisto. Bouvet teceu uma relação entre o I Ching e a Ciência Chinesa e, mais que isso, uma profunda semelhança entre as tradições chinesas, egípcias e hebraicas. Leibniz estava convencido de que Fu Xi e Hermes Trismegisto eram o mesmo ou, senão, que o conhecimento dos patriarcas, se originara dos ensinamentos herméticos e gnósticos de Hermes e das tradições egípcias. 
Outro estudioso, Elsewhere Needham, entretanto, em suas análises, denota a influência da Cabala sobre a filosofia e as artes  no ocidente, mas não estabelece uma ligação entre esta e a filosofia chinesa, como explicitara Leibniz em seu sistema monadológico. 
O jesuíta Athanasius Kircher, em seu estudo sobre a escrita chinesa e suas origens, remetendo-nos aos hieróglifos herméticos, tece uma descrição acurada e precoce do sistema de escrita chinesa, fazendo uma alusão muito bem justificada "aos originais de egípcios de Hermes Trismegistro ou Thot. Diz ele que a tipologia legada por Fu Xi em seu Livro Serpente, onde as letras, formadas por "serpentes magistralmente entrelaçadas", assumindo formas as formas que as coisas representam, configura por si só  a relação entre ambos. Também teceram comentários a respeito de tal semelhança Francis Bacon e Martin Martini, entre outros.